# Smula församling
Smula församling var en församling i Skara stift och i Falköpings kommun. Församlingen uppgick 1992 i Åsarp-Smula församling. 

## Administrativ historik
Församlingen har medeltida ursprung. 
Församlingen var till 1983 annexförsamling i pastoratet (Norra) Åsarp, Smula, Solberga och Kölaby som från 1962 även omfattade Fivlerads och Kölingareds församlingar. Från 1983 till 1992 var den moderförsamling i pastoratet Norra Åsarp, Smula, Solberga och Fivlered. Församlingen uppgick 1992 i Åsarp-Smula församling

## Kyrkor
Församlingskyrka var sedan 1830-talet Åsarp-Smula kyrka, delad med Norra Åsarps församling.